# Marian Bowley
Pour les articles homonymes, voir Bowley.
Marian Bowley (1911–2002) est une économiste spécialisée notamment dans l'histoire de la pensée économique. Elle est la fille de l'économiste et statisticien Arthur Lyon Bowley.

## Biographie
Après son doctorat passé en 1936 à London School of Economics, elle est d'abord maître de conférence à la  Dundee School of Economics in 1938. Durant la seconde guerre mondiale, elle sert le gouvernement puis est nommée maître de conférence en 1947 à l'University College de Londres. Elle deviendra par la suite professeur avant de prendre sa retraite en 1975.
Sa contribution majeure se situe dans le domaine de l'histoire de la pensée économique. Son étude de 1937 sur Nassau Senior, Nassau Senior and Classical Economics constitue un document de référence sur un membre relativement oublié et incompris de l'économie classique. Son étude suggère qu'il existe deux façons différentes d'aborder la théorie de la valeur chez les classiques : Celle de David Ricardo basée sur la théorie de la valeur travail et celle plus subjective de Lauderdale et de Senior. Dans une série d'articles publiés en 1973, elle semble avoir évolué et soutient que les deux courants ont plus en commun que ce qu'elle avait d'abord pensé.
Marian Bowley a aussi fait des contributions importantes dans la compréhension de l'industrie de la construction.

## Œuvre
- Nassau Senior and Classical Economics, 1937
- Innovations in Building Materials, 1960
- The British Building Industry, 1966
- Studies in the History of Economic Theory before 1870, 1973